# Šaškinovci
Šaškinovci (cyr. Шашкиновци) – wieś w Bośni i Hercegowinie, w Republice Serbskiej, w gminie Gradiška. W 2013 roku liczyła 54 mieszkańców.